# ハーベイ・バトラー・ファーガソン
ハーヴェイ・バトラー・ファーガソン（英語: Harvey Butler Fergusson, 1848年9月9日 - 1915年6月10日）は、アメリカ合衆国の政治家、弁護士。所属政党は民主党。ニューメキシコ州初の連邦下院議員の一人。。

## 経歴
1848年9月9日、アラバマ州ピケンズ郡ピケンズビルで誕生。1874年にワシントン・アンド・リー大学法学部を卒業後、バージニア州ウィンチェスターのシェナンドー・バレー・アカデミーで教員を務めた。
1875年に弁護士資格を取得し、ウェストバージニア州ホイーリングにあるジェイコブ・クラフト法律事務所に就職した。同事務所のメンバーとしてニューメキシコ準州ノースホームステーク鉱山の所有権をめぐる裁判に参加。一審、二審と敗訴が続いたが、最終審となった合衆国最高裁判所での裁判に勝訴する。この時、相手側の弁護人には、トーマス・B・カトロン（のちのニューメキシコ州初の連邦上院議員）、ウィリアム・テイラー・ソーントン（第15代ニューメキシコ準州知事）、フランク・W・クランシー（のちの初代ニューメキシコ州司法長官）らがいたという。
ファーガソンはそのままニューメキシコ準州に移住し、リンカーン郡ホワイトオークの弁護士ジョン・Y・ヒューイット（John Y. Hewitt）のもとで働き始めた。同時に鉱業にも手を出し、オールド・エイブ・マイン（Old Abe Mine）を購入する。また、ウィリアム・C・マクドナルド（のちのニューメキシコ州初代知事）らと共に弁護士事務所を開設すると、1884年にはアルバカーキに事務所の拠点を移した。
1884年に就任した民主党のグロバー・クリーブランド大統領は、ニューメキシコ準州知事に民主党のエドモンド・G・ロスを指名した。民主党員だったファーガソンは、新任知事のロスによって第2司法区の地方検事に任命される。19世紀後半のニューメキシコ準州では自警団が肥大化し、問題解決のためなら殺人すら辞さない集団と化しており、ソコロ郡で自警団による殺人事件が発生。自警団が自衛のために殺人を行なっても無罪と見做される風潮の中、ファーガソンは地方検事として自警団のリーダーの起訴に踏み切ったが、陪審員は無罪判決を下した。裁判後、ファーガソンがアルバカーキに向かう途中の電車内で狙撃事件が発生。座席の窓が割れるなどの被害があったものの、ファーガソンは怪我ひとつなく無事だった。
1887年にファーガソンは地方検事を辞職。弁護士としての活動を再開させた。その後も民主党員として積極的な政治活動を行なっていたが、クリーブランドによってシャーマン銀購入法の廃止が決定。ファーガソンは同法の継続を訴えると、鉱山労働者などからの指示を獲得し、1896年選挙でニューメキシコ準州代表として当選。アメリカ下院に参加した。準州代表として「Fergusson Act（ファーガソン法）」の成立に貢献し、教育用地として公有地約425万エーカーを準州に移譲させた。1898年にも準州代表選挙に立候補したが、ヒスパニック系住民からの支持を集めた共和党のペドロ・ペレアに敗北。1902年にも代表を選出する選挙に立候補したが、落選した。
1910年には、ニューメキシコ準州の州昇格を前に召集された州憲法制定会議に参加し、直接民主制を規定する進歩的な憲法の制定を主張したが、多数派の守旧派共和党議員の前に敗れた。
1912年にニューメキシコ準州が州に昇格すると、ジョージ・カリーと共に連邦下院議員に選出。第62・63議会で議員を務めたが、1914年選挙で共和党のベニグノ・ヘルナンデスに敗れた。
1915年6月9日、アルバカーキの自宅で首を吊っているところを家族に発見された。のちに息子フランシスは、ハーヴェイが下院議員選挙に落選した後、異常な行動を取っていたと証言している。

## 親族
- 岳父：フランツ・ハニング（英語版）（1827年 - 1905年） - ハノーファー王国出身の開拓者、商人。ニューメキシコ州アルバカーキの開拓に貢献し、鉄道会社などの創業に関わった[10][11]。
- 岳母：アーネスティン・フランケ（英語: Ernestine Franke, 1837年 - 1923年）- 1860年代にかけてアルバカーキの英語話者の女性コミュニティで指導的立場にあった[11]。
  - 妻：クララ・ハニング（英語: Clara Huning, 1865年 - 1890年）- 1887年にファーガソンと結婚[11]。 
    - 娘：エルナ・ファーガソン（英語版）（1888年 - 1964年） - 1930年代に活躍した女流著作家。郷土史や旅行記に関する本を執筆していた[11][12]。
    - 息子：ハーヴェイ・ファーガソン（英語版）- 作家、脚本家。It Happened in Hollywood（英語版）（1937年）やStand Up and Fight（英語版）（1939年）などに脚本として参加した[13][14]。
      - 息子の妻：レベッカ・マッキャン（英語: Rebecca McCann）- ハーヴェイの妻。漫画家。日刊紙のシカゴ・イブニング・ポスト（英語版）で漫画『The Cheerful Cherub（英語版）』を連載していた[15]。

    - 息子：フランシス・ファーガソン（英語版）- 評論家として演劇に関する著作を発表した[16]。ロバート・オッペンハイマーの友人[9]。